# Plataforma en Defensa de l'Ebre
Plataforma en Defensa de l'Ebre (PDE) és un moviment social per a la difusió d'una nova cultura de l'aigua. Fou creat creat el 15 de setembre de 2000 al Teatre-auditori Felip Pedrell de Tortosa, en l'assemblea celebrada en rebuig a la política de transvasaments projectada pel Govern espanyol del Partit Popular, amb el suport d'una Generalitat de Catalunya governada per Convergència i Unió. Pel que fa al riu Ebre la plataforma ha denunciat les conseqüències que nous transvasaments suposarien per al parc natural del delta de l'Ebre. Durant la seva trajectòria, la Plataforma ha rebutjat i demanat la paralització del transvasament de 1050 hectòmetres cúbics, previst a la Llei 10 de 5 de juliol de 2001 (BOE número 161 de 6/07/2001) del Pla Hidrològic Nacional mitjançant la qual s'haurien derivat aigües cap al nord (Barcelona-Tarragona) i cap al sud del riu Ebre (Castelló, València, Alacant, regió de Múrcia i Almeria). Aquesta llei fou modificada per la llei 11/2005 de 22 de juny (BOE número 149 de 23/06/2005) en la qual s'exposen les deficiències ambientals i econòmiques del projecte.

El nus és el símbol del moviment antitransvasista i el blau el seu color

Dintre de la PDE s'agrupen tot d'entitats i entre elles cal destacar la Coordinadora Antitransvasament entitat pionera en la denúncia dels perjudicis ambientals, socials i econòmics que ha comportat, per a les Terres de l'Ebre, el minitransvasament de l'Ebre cap a Tarragona i en l'oposició als intents de macrotransvasament projectats pel que fou ministre Josep Borrell (PSOE).
El 2005 la PDE va rebre la Creu de Sant Jordi, ostentant també la medalla d'or de la ciutat de Tortosa (març de 2007).
En l'actualitat la PDE denuncia el reobrament del canal Xerta-riu Sénia com una infraestructura sobredimensionada per al reg darrere de la qual s'amagaria un transvasament cap a la província de Castelló així com la construcció de diversos pous a la localitat de Vinallop (Tortosa) per al Consorci d'Aigües de Tarragona arran de les obres, encara no iniciades, de descontaminació del pantà de Flix.
Diumenge 7 de febrer del 2016 a Amposta es va realitzar la concentració més multitudinària de totes les que s'havien realitzat fins aleshores en contra el Pla de Conca Hidrogràfica. Sota el lema 'L'Ebre sense cabals és la mort del Delta' més de 50.000 persones van manifestar-se per reclamar un cabal ambiental digne per al tram final del riu Ebre.
La manifestació va interpel·lar Europa amb força, amb la vista posada en la visita que l'endemà, 8 de febrer del 2016, fèien sis eurodiputats a la zona per analitzar fins a quin punt el pla de conca pot posar en perill el tram final de l'Ebre.
La protesta del 7 de febrer del 2016 fou la més nombrosa de les que la PDE ha organitzant al territori ebrenc, ja que superà de molt les dues manifestacions en defensa de l'Ebre l'Amposta: una el 2000, contra el PHN del govern de José María Aznar, i l'altra el 2008, per rebutjar la interconexió de xarxes i fer arribar l'aigua del minitrasvasament a Tarragona a l'àrea metropolitana.
L'objectiu de la Plataforma en Defensa de l'Ebre és que es redacti un nou Pla Hidrològic Nacional que protegeixi el Delta de l'Ebre.